# إيرباص إيه 350
إيرباص إيه 350 هي طائرة ركاب نفاثة ذات بدن واسع ثنائية المحرك طورت من قبل المصنع الأوروبي إيرباص.

## بدايتها ومميزاتها
أعلنت ايرباص عن اعتماد أحدث تقنيات قيادة الطائرات في قمرة القيادة بطائرة إيه 350 من خلال استخدام الابداعات التكنولوجية المتطورة لطائرة إيرباص إيه 380 العملاقة وجميع الوظائف الجديدة فيها. ويتيح تطبيق أحدث التقنيات والمزايا الهندسية المحسّنة إمكانية تحقيق تفاعل أكبر بين معدات قمرة القيادة والطيارين وتقليل أعبائهم وتحسين معايير السلامة والفعالية، إلى جانب المحافظة على المزايا التشغيلية المشتركة مع عائلة طائرات ايرباص.
وصممت قمرة القيادة بطائرة إيه 350 لتوفير التوازن الأفضل بين المزايا التشغيلية المشتركة لطائرات ايرباص وعملية دمج التقنيات الجديدة، وهما أمران أساسيان في فلسفة ايرباص في تصميم قمرة القيادة المثالية. وتشمل قمرة القيادة أحدث التقنيات بينما تضمن في الوقت نفسه بقاء الطائرة ضمن عائلة طائرات إيرباص إيه 330 بمحافظتها على أحد أهم عناصر المزايا التشغيلية المشتركة وهي ميزة “تقييم الطائرات ذات النوع الواحد” أو (Same Type Rating).

## مواصفاتها المميزة
وتتعاون ايرباص مع الطيارين في تطوير وتصميم قمرة القيادة لطائرة إيه 350 الجديدة والتي توفر أدوات ملاحية سهلة الاسخدام ومتقدمة تكنولوجيا، تمكّنهم من العمل بطريقة على أعلى درجات الفعالية والأمان. وتتميز قمرة القيادة في إيه 350 الجديدة بعدد من المواصفات تشمل أدوات العرض التفاعلية المتوفرة في طائرة إيه 350 العملاقة. وتلعب شاشة العرض المتعددة الوظائف دورا أساسيا كأداة تحكم سهلة الاستخدام حيث يمكن للطيار الوصول إلى أدوات تنفيذ المهام من خلال قوائم ذات ترتيب حدسي بسيط، ما يسهّل عملية إدارة الرحلات الجوية بالنسبة للطيارين ويمنحهم مرونة أكبر. وبالإضافة إلى ذلك، تتوفر أدوات إلكترونية جديدة للتعرف على حالة النظام ما يعزز التفاعل السهل والديناميكي بين الطيار والنظام، كما يتيح إمكانية إدارة أفضل للمواقف الاسثنائية دون الحاجة لأية أوراق، وكما هو الحال بالنسبة لطائرة إيرباص إيه 380، تتوافق القائمة الإلكترونية مع مفهوم ايرباص للإدارة دون أوراق. وتقدم الطائرة أيضا المزايا التشغيلية الإلكترونية المتكاملة من الفئة الثالثة وذلك من خلال الشاشات الكبيرة المحمولة التي تظهر معلومات وبيانات الرحلة، ولوحات المفاتيح التابعة لها.
وتشمل شاشات عرض البيانات الملاحية في إيه 350، ميزة العرض العامودي ما يمنح الطيارين عرضا عموديا لشكل التضاريس الأرضية والحالة الجوية الحقيقية التي تواجهها الطائرة خلال مسارها.
إلى جانب ذلك، تقدم قمرة القيادة في إيه 350 تقنيات جديدة كليا، ومنها تقنية خاصة بايرباص تتيح للطيارين اختيار المخرج المناسب على المدرج عند الهبوط وتنظيم سرعة الطائرة وتخفيض تسارعها حسب ذلك، وتسمى تلك التقنية الجديدة ب “الفرملة للاخلاء” أو (Brake-to-Vacate)، حيث تحقق التقنية الجديدة الاستفادة القصوى من زمن اشغال المدرج وتخفض استهلاك الوقود وتساهم في اطالة عمر الاطارات والمكابح، كما تعزز راحة المسافرين. ومن التقنيات الأخرى نظام الطيار الأوتوماتيكي لتفادي الاصطدام الذي يوفر حماية اضافية مقارنة بالأنظمة التقليدية المشابهة.

## مميزاتها
| النوع                       | أي 350-800                                                                    | أي 350-900                                                                    | أي 350-900 أر                                                                 | أي 350-900 أف                                                                 | أي 350-1000                                                                   |
| --------------------------- | ----------------------------------------------------------------------------- | ----------------------------------------------------------------------------- | ----------------------------------------------------------------------------- | ----------------------------------------------------------------------------- | ----------------------------------------------------------------------------- |
| طاقم قمرة القيادة           | اثنان                                                                         | اثنان                                                                         | اثنان                                                                         | اثنان                                                                         | اثنان                                                                         |
| الركاب                      | 270 - 440                                                                     | 314 - 475                                                                     | 314 - 475                                                                     | -                                                                             | 350 - 550                                                                     |
| الطول الكلي                 | 60.54 م (198.6 قدم)                                                           | 66.89 م (219.5 قدم)                                                           | 66.89 م (219.5 قدم)                                                           | 66.89 م (219.5 قدم)                                                           | 73.88 م (242.4 قدم)                                                           |
| باع الجناح                  | 64.8 م (213 قدم)                                                              | 64.8 م (213 قدم)                                                              | 64.8 م (213 قدم)                                                              | 64.8 م (213 قدم)                                                              | 64.8 م (213 قدم)                                                              |
| مساحة الجناح                | 443 م²                                                                        | 443 م²                                                                        | ~460 م²                                                                       | ~460 م²                                                                       | ~460 م²                                                                       |
| زاوية انفراج الجناح للخلف   | 31.9°                                                                         | 31.9°                                                                         | 31.9°                                                                         | 31.9°                                                                         | 31.9°                                                                         |
| إرتفاع الطائرة الكلي        | 17.05 م (55.9 قدم)                                                            | 17.05 م (55.9 قدم)                                                            | 17.05 م (55.9 قدم)                                                            | 17.05 م (55.9 قدم)                                                            | 17.05 م (55.9 قدم)                                                            |
| عرض جسم الطائرة             | 5.96 م (19.6 قدم)                                                             | 5.96 م (19.6 قدم)                                                             | 5.96 م (19.6 قدم)                                                             | 5.96 م (19.6 قدم)                                                             | 5.96 م (19.6 قدم)                                                             |
| ارتفاع جسم الطائرة          | 6.09 م (20.0 قدم)                                                             | 6.09 م (20.0 قدم)                                                             | 6.09 م (20.0 قدم)                                                             | 6.09 م (20.0 قدم)                                                             | 6.09 م (20.0 قدم)                                                             |
| عرض المقصورة                | 5.61 م (18.4 قدم)                                                             | 5.61 م (18.4 قدم)                                                             | 5.61 م (18.4 قدم)                                                             | 5.61 م (18.4 قدم)                                                             | 5.61 م (18.4 قدم)                                                             |
| الوزن الأقصى عند الاقلاع    | 259 طن                                                                        | 268 طن                                                                        | 298 طن                                                                        | 298 طن                                                                        | 308 طن                                                                        |
| الوزن الأقصى عند الهبوط     | 193 طن                                                                        | 205 طن                                                                        | 205 طن                                                                        | 205 طن                                                                        | 233 طن                                                                        |
| وزن الطائرة الكلي بدون وقود | 181 طن                                                                        | 192 طن                                                                        | 192 طن                                                                        | 192 طن                                                                        | 220 طن                                                                        |
| سرعة الطائرة                | 0.85 ماخ ،(903 كلم/س، 561 ميل/س، 487 عقدة) على ارتفاع 40,000 قدم أو 12.19 كلم | 0.85 ماخ ،(903 كلم/س، 561 ميل/س، 487 عقدة) على ارتفاع 40,000 قدم أو 12.19 كلم | 0.85 ماخ ،(903 كلم/س، 561 ميل/س، 487 عقدة) على ارتفاع 40,000 قدم أو 12.19 كلم | 0.85 ماخ ،(903 كلم/س، 561 ميل/س، 487 عقدة) على ارتفاع 40,000 قدم أو 12.19 كلم | 0.85 ماخ ،(903 كلم/س، 561 ميل/س، 487 عقدة) على ارتفاع 40,000 قدم أو 12.19 كلم |
| السرعة القصوى للطائرة       | 0.89 ماخ ،(945 كلم/س، 587 ميل/س، 510 عقدة) على ارتفاع 40,000 قدم أو 12.19 كلم | 0.89 ماخ ،(945 كلم/س، 587 ميل/س، 510 عقدة) على ارتفاع 40,000 قدم أو 12.19 كلم | 0.89 ماخ ،(945 كلم/س، 587 ميل/س، 510 عقدة) على ارتفاع 40,000 قدم أو 12.19 كلم | 0.89 ماخ ،(945 كلم/س، 587 ميل/س، 510 عقدة) على ارتفاع 40,000 قدم أو 12.19 كلم | 0.89 ماخ ،(945 كلم/س، 587 ميل/س، 510 عقدة) على ارتفاع 40,000 قدم أو 12.19 كلم |
| أبعد مدى                    | 15,700 كـم (8,480 nmi)                                                        | 15,000 كـم (8,100 nmi)                                                        | 19,100 كـم (10,300 nmi)                                                       | 9,250 كـم (4,990 nmi)                                                         | 15,600 كـم (8,420 nmi)                                                        |
| السعة القصوى لخزان الوقود   | 129,000 لتر                                                                   | 138,000 لتر                                                                   | 156,000 لتر                                                                   | 156,000 لتر                                                                   | 156,000 لتر                                                                   |
| المحركات (2×)               | رولز رويس ترينت إكس دبليو بي                                                  | رولز رويس ترينت إكس دبليو بي                                                  | رولز رويس ترينت إكس دبليو بي                                                  | رولز رويس ترينت إكس دبليو بي                                                  | رولز رويس ترينت إكس دبليو بي                                                  |
| أقصى دفع للمحركات           | 79,000 باوند (351 كيلونيوتن)                                                  | 84,000 باوند (374 كيلونيوتن)                                                  | 93,000 باوند (414 كيلونيوتن)                                                  | 93,000 باوند (414 كيلونيوتن)                                                  | 97,000 باوند (431 كيلونيوتن)                                                  |

## الطلبيات والتسليم
في 5 فبراير 2014 وصلت مطار الدوحة الدولي أول طائرة إيرباص إيه 350 لتقوم بعرض طيران تجريبي قبيل مغادرتها إلى المحطة المقبلة وهي معرض سنغافورة للطيران. وستكون الخطوط الجوية القطرية أول مشغل لها في العالم عند أنتهاء تجارب الطيران والبدء في الإنتاج التجاري والمتوقع ان يكون في عام 2015.
|                          |
| اعتبارًا من 31 يوليو 2013 |

اعتبارًا من يوليو 2013 .
| إيه 350-800 | إيه 350-900 | إيه 350-1000 | مجموع الطلبيات |
| 89          | 448         | 145          | 682            |

اعتبارًا من يوليو 2013
|           | 2006 | 2007 | 2008 | 2009 | 2010 | 2011 | 2012 | 2013 | المجموع |
| الطلبيات  | 20   | 330  | 133  | 22   | 78   | 28   | 27   | 100  | 682     |
| التسليمات | –    | –    | –    | –    | –    | –    | –    | –    | –       |

## المشغلون
كاثي باسيفك
الخطوط الجوية الصينية
الخطوط الجوية القطرية
الخطوط الجوية الاثيوبية
الخطوط الجوية السنغافورية
الخطوط الجوية الفيتنامية
الخطوط الاماراتية
طيران الإتحاد

## أنواعها
- إيه 350-800
- إيه 350-900
- إيه 350-1000